# 魔法少女普莉堤☆貝兒
《魔法少女普莉堤☆貝兒》（又譯《魔法少女PrettyBell》），是一部由KAKERU所繪的日本漫畫，自2009年起於Mag Garden旗下的《月刊Comic BLADE》連載。

## 故事簡介
聖靈之杖「麗·羅德（リィン・ロッド）」（Ring Rod）覺醒、適合者「魔法少女普莉堤☆貝爾」出現之時，世界必定有大災難降臨。

## 角色人物

### 普莉堤☆貝爾的關係者
高田厚志
第五代普莉堤☆貝爾，史上第一位的男性適合者。年齢：35歳。職業是健身教練、自己經營叫做「高田Gym（高田ジム）」的健身房。
美咲艾莉
另一位第五代普莉堤☆貝爾。和厚志住在同一條街上的普通小學女生。真正的第五代普莉堤☆貝爾，也是被號稱歷代普莉堤☆貝爾最強的一人，有著足以輕易破壞世界等級的魔力，具有相當於另一位普莉堤☆貝爾高田厚志約10萬倍的魔力，(即使只是最微弱的防禦結界也可輕易將接觸到的敵人擊飛；召喚獸等級幾乎全為上級魔族至魔王等級。)，具有單一人即可與魔王軍對抗的實力。
「雙索敵手（ツイン・レーダー）」米魯克＆可可亞
守護麗·羅德、並協助歴代普莉堤☆貝爾的兩位天使。跟艾莉差不多的年幼外表、實質年齢是33歳。兩人合稱為「牛奶可可」。戰鬥能力在主要角色群中並不出色，但搜索能力十分驚人。
桃地美雪
初代普莉堤☆貝爾。為了阻止奈亞拉托提普毀滅世界，召喚「無慈悲的灼熱」（ 克圖格亞 ）將其根據地燒毀，但召喚的代價也必須犧牲自己，美雪因此喪生。米魯克＆可可亞為其建造墓藉以弔念。
鹿島洋子
第二代普莉堤☆貝爾。於25年前解決了「海魔騷動」。目前是家庭主婦，有三個小孩。舊姓「安原（やすはら）」
大田景
第三代普莉堤☆貝爾。於其任內並沒有發生任何重大事件。目前為國小老師。會使用大江山流護身術，被米魯克＆可可亞稱為「與艾莉不同方面的歷代最強」。可以不用變身普莉堤☆貝爾神威召喚弱化版（「 人面鳥 」( 哈耳庇厄 )）與「應答劍」）。被評價為「在任內與其說是沒有發生重大事件，不如說是沒能發生重大事件」的實力超強者。
田中沙希
第四代普莉堤☆貝爾。

### 北方的魔王軍
「黒龍」德烏爾・瓦利歐
北方魔王。持有「黒龍（シュヴァルツ・ドラッツェ）」・「統帥北方大地與暴風的魔王」等名號。

### 南方的魔王軍
「大淫婦」夏露艾魯
南方魔王。持有「大淫婦（だいいんぷ）」・「霧之女王」等名號。四大魔王中唯一的女性也是最為古老的魔王，四人中的年長者。四大國中唯一的民主國家，同時夏露艾魯是國家精神象徴與君權的象徵但無實質政治掌控權利（君主立憲制）。

### 東方的魔王軍
「白刃」侍郎 鈴木
東方魔王。持有「白刃（しらは）」名號。一眼就是個西裝穿著毛髮稀疏的中年上班族模樣的男性、性格柔軟的平和主義者。

### 西方的魔王軍
「騎士王」貝魯貝利歐
西方魔王。持有「騎士王（きしおう） / ナイト・キング」・「金色的獅子（こんじきのしし）」名號。應該是王中之王般的人物，卻是四大魔王之中最為普通的王。

### 天界
大天使長
「戰車（タンク）」雷莫內多
新生軍團戰車隊隊長，愛照顧人。
「山嵐」朵拉
新生軍團砲兵隊隊長。
「戰鬥機（ファイター）」薩多拉
新生軍團制空部隊隊長。自稱「韋馱天」、「最快速的天使」。
「人形使（ドールマスター）」米克
新生軍團無人機部隊隊長。原本是補給兵才有這樣懦弱的性格。

### 海魔族關係者
「海魔王」達貢
統治海魔族的海魔王。

### 帶來世界危機的人
露拉
謎之少女。率領海魔族的一方直到數十年前，被認為已經死了。但不曉得什麼原因便成了人類，「米魯可可」的雷達也感應不到。為奈亞拉托提普的化身。

### 其他
“街道醫生”菲邦
醫療能力強化的上級魔族。

## 出版書籍
| 集數 | Mag Garden     | Mag Garden                                                  | 東立出版社     | 東立出版社             |
| 集數 | 發售日期       | ISBN                                                        | 發售日期       | ISBN                   |
| ---- | -------------- | ----------------------------------------------------------- | -------------- | ---------------------- |
| 1    | 2010年5月10日  | ISBN 978-4-86127-733-7                                      | 2011年6月24日  | ISBN 978-9-86107-405-4 |
| 2    | 2010年9月10日  | ISBN 978-4-86127-771-9                                      | 2011年8月25日  | ISBN 978-9-86107-406-1 |
| 3    | 2010年12月10日 | ISBN 978-4-86127-803-7                                      | 2011年10月19日 | ISBN 978-9-86107-407-8 |
| 4    | 2011年7月8日   | ISBN 978-4-86127-856-3                                      | 2011年11月23日 | ISBN 978-9-86107-967-7 |
| 5    | 2011年10月8日  | ISBN 978-4-86127-902-7                                      | 2012年10月18日 | ISBN 978-9-86109-003-0 |
| 6    | 2012年1月10日  | ISBN 978-4-86127-933-1                                      | 2012年11月29日 | ISBN 978-9-86109-331-4 |
| 7    | 2012年5月10日  | ISBN 978-4-86127-990-4                                      | 2013年9月16日  | ISBN 978-9-86317-086-0 |
| 8    | 2012年9月10日  | ISBN 978-4-8000-0031-6                                      | 2013年11月12日 | ISBN 978-9-86317-957-3 |
| 9    | 2012年12月10日 | ISBN 978-4-8000-0072-9                                      | 2014年1月14日  | ISBN 978-9-86324-587-2 |
| 10   | 2013年4月10日  | ISBN 978-4-8000-0122-1                                      | 2015年6月17日  | ISBN 978-9-86332-651-9 |
| 11   | 2013年8月10日  | ISBN 978-4-8000-0197-9                                      |                |                        |
| 12   | 2013年12月10日 | ISBN 978-4-8000-0237-2                                      |                |                        |
| 13   | 2014年3月10日  | ISBN 978-4-8000-0282-2                                      |                |                        |
| 14   | 2014年8月9日   | ISBN 978-4-8000-0345-4                                      |                |                        |
| 15   | 2015年2月10日  | ISBN 978-4-8000-0409-3 ISBN 978-4-8000-0396-6（初回限定版） |                |                        |
| 16   | 2015年3月10日  | ISBN 978-4-8000-0423-9 ISBN 978-4-8000-0397-3（初回限定版） |                |                        |
| 17   | 2015年9月10日  | ISBN 978-4-8000-0495-6                                      |                |                        |
| 18   | 2016年1月9日   | ISBN 978-4-8000-0530-4                                      |                |                        |
| 19   | 2016年5月10日  | ISBN 978-4-8000-0574-8                                      |                |                        |
| 20   | 2016年9月10日  | ISBN 978-4-8000-0614-1                                      |                |                        |
| 21   | 2017年2月10日  | ISBN 978-4-8000-0652-3                                      |                |                        |
| 22   | 2017年5月10日  | ISBN 978-4-8000-0686-8                                      |                |                        |
| 23   | 2017年9月8日   | ISBN 978-4-8000-0716-2                                      |                |                        |
| 24   | 2018年2月10日  | ISBN 978-4-8000-0744-5                                      |                |                        |
| 25   | 2018年5月10日  | ISBN 978-4-8000-0772-8                                      |                |                        |
| 26   | 2018年9月10日  | ISBN 978-4-8000-0795-7                                      |                |                        |
| 27   | 2019年2月9日   | ISBN 978-4-8000-0828-2                                      |                |                        |
| 28   | 2019年5月10日  | ISBN 978-4-8000-0856-5                                      |                |                        |

## 外部連結
- 魔法少女普莉堤☆貝兒－Mag Garden的漫畫官網（日語）
- 魔法少女普莉堤☆貝兒｜KAKERU｜書目資料清單｜東立出版社（繁體中文）